# Ambystoma bishopi
Ambystoma bishopi är en groddjursart som beskrevs av Coleman J. Goin 1950. Ambystoma bishopi ingår i släktet Ambystoma och familjen mullvadssalamandrar. IUCN kategoriserar arten globalt som sårbar. Inga underarter finns listade i Catalogue of Life.
Arten förekommer i sydöstra USA. Den lever liksom nära besläktade mullvadssalamandrar i skogar och savanner som domineras av långbarrig tall (Pinus palustris) samt av gräset Aristida stricta.